# Drahonín
Drahonín är en ort i Tjeckien.   Den ligger i distriktet Okres Brno-Venkov och regionen Södra Mähren, i den östra delen av landet, 150 km sydost om huvudstaden Prag. Drahonín ligger 512 meter över havet och antalet invånare är 120.
Terrängen runt Drahonín är platt åt sydväst, men åt nordost är den kuperad.Runt Drahonín är det ganska tätbefolkat, med 93 invånare per kvadratkilometer. Närmaste större samhälle är Bystřice nad Pernštejnem, 12,1 km norr om Drahonín. I omgivningarna runt Drahonín växer i huvudsak blandskog.